# Belca
Belca – wieś w Słowenii, w gminie Kranjska Gora. W 2018 roku liczyła 161 mieszkańców.